# Gastón Gaudio
Gastón Norberto Gaudio (1978. december 9. –) argentin hivatásos teniszező. Pályafutása eddigi csúcspontja a 2004-es Roland Garros megnyerése volt, amikor nem kiemeltként eljutott a döntőbe és hatalmas meglepetésre legyőzte Guillermo Coriát, kettős szetthátrányból felállva, és meccslabdákat is hárítva a görcsökkel bajlódó honfitársa ellen. Játéka kiszámíthatatlan, képes percek alatt egyik végletből a másikba esni, és biztosan nyerésre álló meccseket simán elveszteni, frusztrálva ezzel szurkolóit.

## Grand Slam győzelmei
| Év   | Helyszín      | Ellenfél a döntőben | eredmény a döntőben     |
| 2004 | Roland Garros | Guillermo Coria     | 0-6, 3-6, 6-4, 6-1, 8-6 |

## Egyéni tornagyőzelmei (8)
| Legend (Singles)       |
| Grand Slam (1)         |
| Tennis Masters Cup (0) |
| ATP Masters Series (0) |
| ATP Tour (7)           |

| No. | Dátum             | Helyszín                 | Borítás | Ellenfél a döntőben         | Eredmény a döntőben     |
| 1.  | 2002. április 22. | Barcelona, Spanyolország | Salak   | Albert Costa                | 6–4, 6–0, 6–2           |
| 2.  | 2002. április 29. | Mallorca, Spanyolország  | Salak   | Jarkko Nieminen             | 6–2, 6–3                |
| 3.  | 2004. május 24.   | Roland Garros, Párizs    | Salak   | Guillermo Coria             | 0–6, 3–6, 6–4, 6–1, 8–6 |
| 4.  | 2005. január 31.  | Viña del Mar, Chile      | Salak   | Fernando González Ciuffardi | 6–3, 6–4                |
| 5.  | 2005. február 7.  | Buenos Aires, Argentína  | Salak   | Mariano Puerta              | 6–4, 6–4                |
| 6.  | 2005. május 1.    | Estoril, Portugália      | Salak   | Tommy Robredo               | 6–1, 2–6, 6–1           |
| 7.  | 2005. július 4.   | Gstaad, Svájc            | Salak   | Stanislas Wawrinka          | 6–4, 6–4                |
| 8.  | 2005. július 31.  | Kitzbühel, Ausztria      | Salak   | Fernando Verdasco           | 2–6, 6–2, 6–4, 6–4      |

### Elvesztett döntők (8)
| No. | Dátum             | Helyszín                 | Borítás | Ellenfél a döntőben | Eredmény a döntőben     |
| 1.  | 2000. július 24.  | Stuttgart, Németország   | Salak   | Franco Squillari    | 6–3, 3–6, 4–6, 6–4, 6–2 |
| 2.  | 2001. február 19. | Vina del Mar, Chile      | Salak   | Guillermo Coria     | 4–6, 6–2, 7–5           |
| 3.  | 2002. július 15.  | Gstaad, Svájc            | Salak   | Àlex Corretja       | 6–3, 7–6, 7–6           |
| 4.  | 2004. május 3.    | Barcelona, Spanyolország | Salak   | Tommy Robredo       | 6–3, 4–6, 6–2, 3–6, 6–3 |
| 5.  | 2004. július 12.  | Bastad, Svédország       | Salak   | Mariano Zabaleta    | 6–1, 4–6, 7–6           |
| 6.  | 2004. július 19.  | Stuttgart, Németország   | Salak   | Guillermo Cañas     | 5-7, 6-2, 6-0, 1-6, 6-3 |
| 7.  | 2004. július 26.  | Kitzbühel, Ausztria      | Salak   | Nicolás Massú       | 7–6, 6–4                |
| 8.  | 2005. július 25.  | Stuttgart, Németország   | Salak   | Rafael Nadal        | 6–3, 6–3, 6–4           |